# صدف‌های پیرابند
صدف‌های پیرابَند (نام علمی: Littorinidae) نام یک تیره از بلندشکم‌پایان است.